# Dernbach, Südliche Weinstraße
Dernbach là một đô thị thuộc huyện Südliche Weinstraße, bang Rheinland-Pfalz, Đức. Đô thị này có diện tích 3,86 km², dân số thời điểm 31 tháng 12 năm 2006 là 471 người.

Dernbach
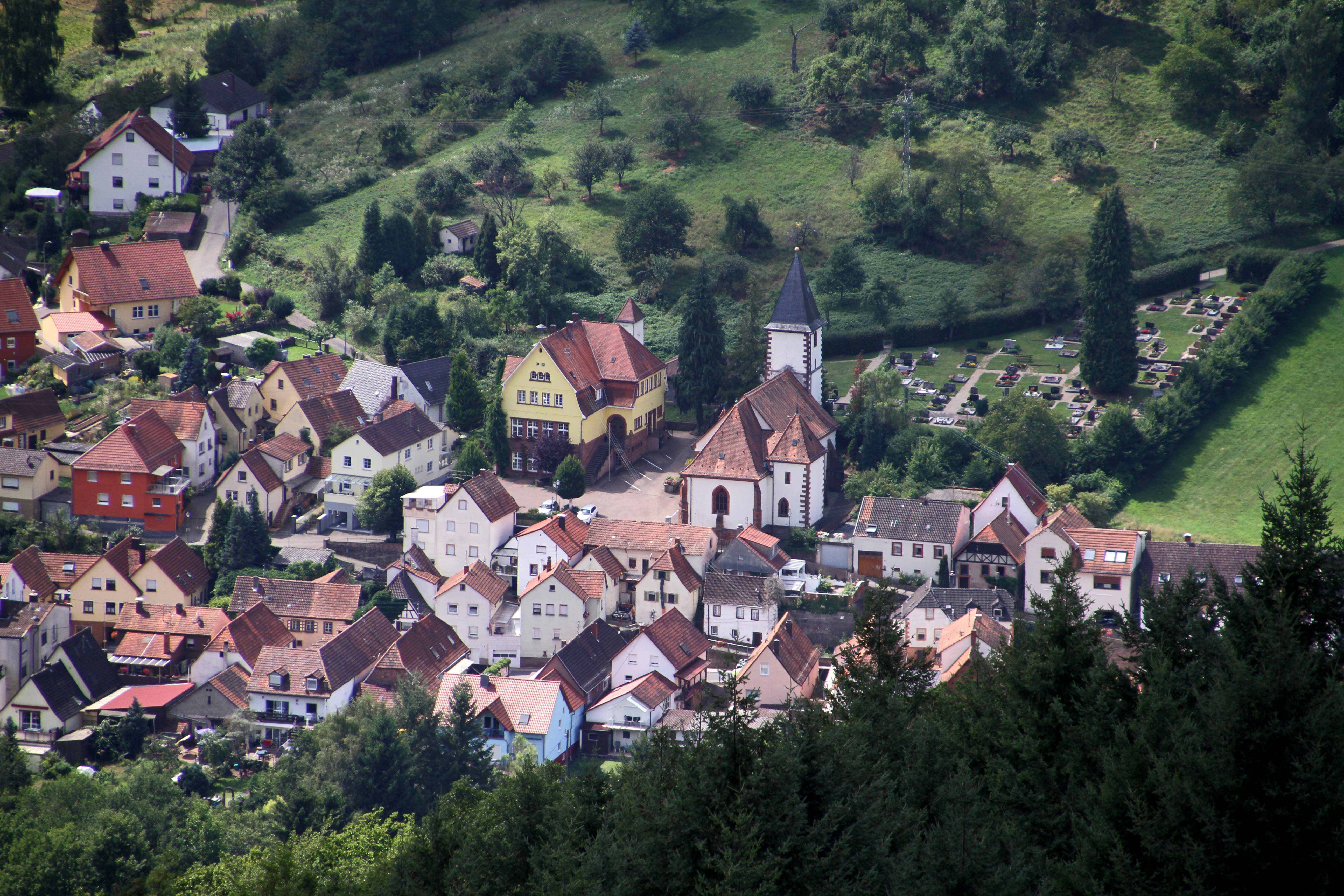
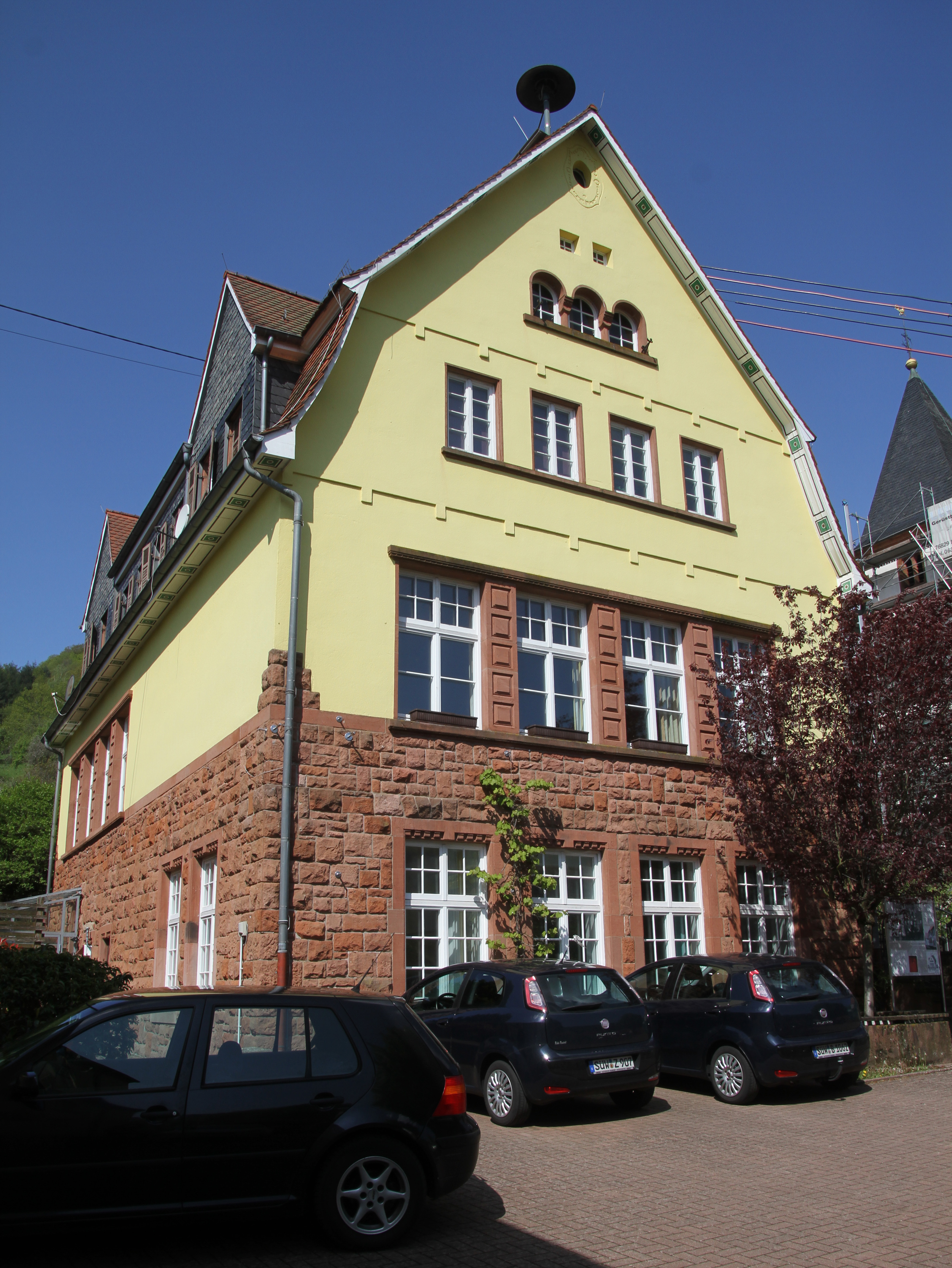
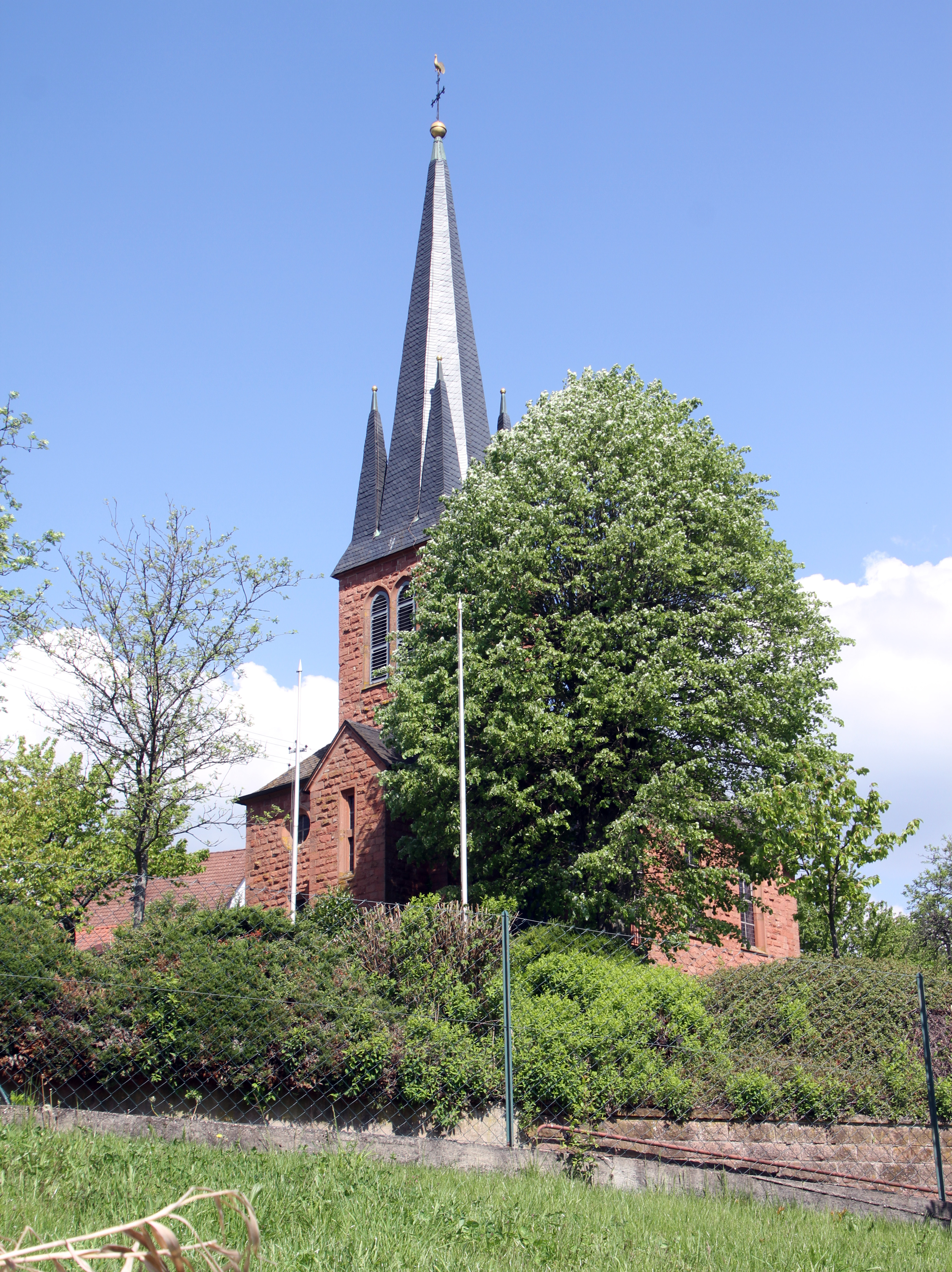